# Vittoria Ostuni Minuzzi

a Compétitions nationales et continentales officielles uniquement.

b Matchs officiels uniquement.
Vittoria Ostuni Minuzzi, née le 6 décembre 2001 à Camposampiero (Italie), est une joueuse internationale italienne de rugby à XV évoluant aux postes d'arrière ou d'ailière dans les rangs du Valsugana Padoue.

## Biographie
Vittoria Ostuni Minuzzi fait ses débuts à l'école de rugby du Valsugana Padoue à l'âge de cinq ans. Blessée, elle subit une intervention chirurgical à l'âge de dix ans qui l'empêche de pratiquer le rugby pendant quatre ans. Elle se consacre alors à l'athlétisme, ce qui lui permet de travailler sa technique de course. Le rugby finit par lui manquer, aussi elle surmonte sa peur des contacts et revient sur les terrains dans son ancien club. Elle intègre l'équipe première du club à quinze ans et six mois.
À dix-neuf ans, elle fait ses débuts en équipe nationale lors du Tournoi des Six Nations 2020, à Cardiff. L'année suivante, face à l'Écosse, elle inscrit son premier essai. Championne d'Italie avec son club, elle participe ensuite à la Coupe du monde 2021 où elle est titularisée à l'arrière pendant toute la compétition (2 essais en 4 matchs).
En août 2023, après un deuxième titre national avec le Valsugana Padoue, elle est convoquée pour disputer le WXV 2 où l'Italie se classe deuxième derrière l'Écosse.
Début 2024, elle fait partie des joueuses mises sous contrat par la fédération italienne. Au mois de mai, son club s’incline en finale du championnat face à Villorba.
Elle est étudiante en kinésithérapie à l'université de Padoue.

## Palmarès
- Vainqueur du Championnat d'Italie en 2022 et 2023.
- Finaliste du Championnat d'Italie en 2024

### Individuel
- Meilleure marqueuse du Championnat d'Italie en 2024 (23 essais).